# میدان امام حسین (تهران)

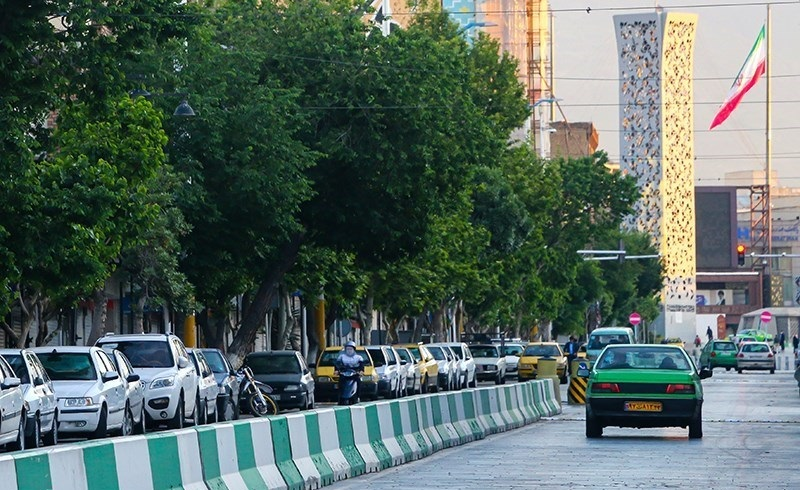
خیابان هفده شهریور به سمت میدان امام حسین

میدان امام حسین که پیش از پیروزی انقلاب ۱۳۵۷ با نام های میدان فوزیه و میدان شهناز شناخته می شد، یکی از میدان‌های شرقی شهر تهران است. این میدان از سمت غرب به خیابان انقلاب اسلامی و از سمت شرق به خیابان دماوند (تهران نو) و از سمت جنوب به خیابان هفده شهریور (شهباز سابق) متصل است.  
خیابان انقلاب و خیابان دماوند از طریق زیرگذر ماشین رو به هم متصل هستند. 
میدان امام حسین و خیابان هفده شهریور طی سالیان اخیر به پیاده‌راه تبدیل شده و دسترسی آن توسط وسائل نقلیه ممنوع می‌باشد در مهرماه سال ۹۶ بخشی از این خیابان به‌دلیل عدم استقبال از خیابان صفا تا میدان شهدا برای عبور و مرور وسایل نقلیه بازگشایی شد. این میدان یکی از مراکز برگزاری تجمعات حامیان نظام جمهوری اسلامی است.

## حمل و نقل عمومی

### مترو
ایستگاه متروی میدان امام حسین در ضلع شمال غربی این میدان در خیابان انقلاب نرسیده به خیابان آیت الله مدنی قرار دارد. این ایستگاه محل تقاطع خطوط ۲ و ۶ مترو می‌باشد.

### بی‌آرتی
ایستگاه بی‌آرتی میدان امام حسین در ضلع غربی این میدان در خیابان انقلاب نرسیده به خیابان آیت الله مدنی قرار دارد. از این ایستگاه خط ۱ بی‌آرتی تهران گذر می‌کند.

### اتوبوس
ایستگاه اتوبوس میدان امام حسین در ضلع شرقی این میدان در خیابان دماوند نرسیده به خیابان منتظری قرار دارد. این ایستگاه ابتدای خط ۲۱۲ (میدان امام حسین - پایانه شهید بهشتی) و خط ۳۲۱ (میدان امام حسین - انتهای خیابان هفده شهریور) است.

## نام‌های پیشین
میدان امام حسین ابتدا به نام فوزیه، شاه‌دخت مصر و ملکه ایران نام‌گذاری شده بود. پس از جدایی شاه و فوزیه، میدان به نام شاه‌دخت شهناز، دختر مشترک‌ شاه و فوزیه نام‌گذاری شد.

## نگارخانه

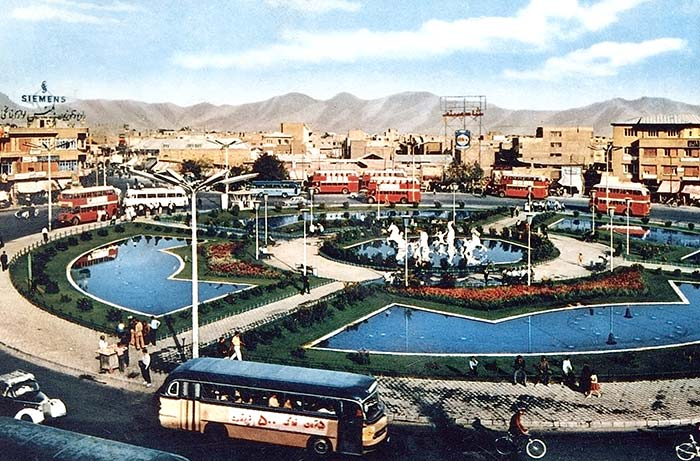
میدان امام حسین پیش‌از انقلاب ۱۳۵۷
میدان امام حسین در سال ۱۳۸۰ خورشیدی
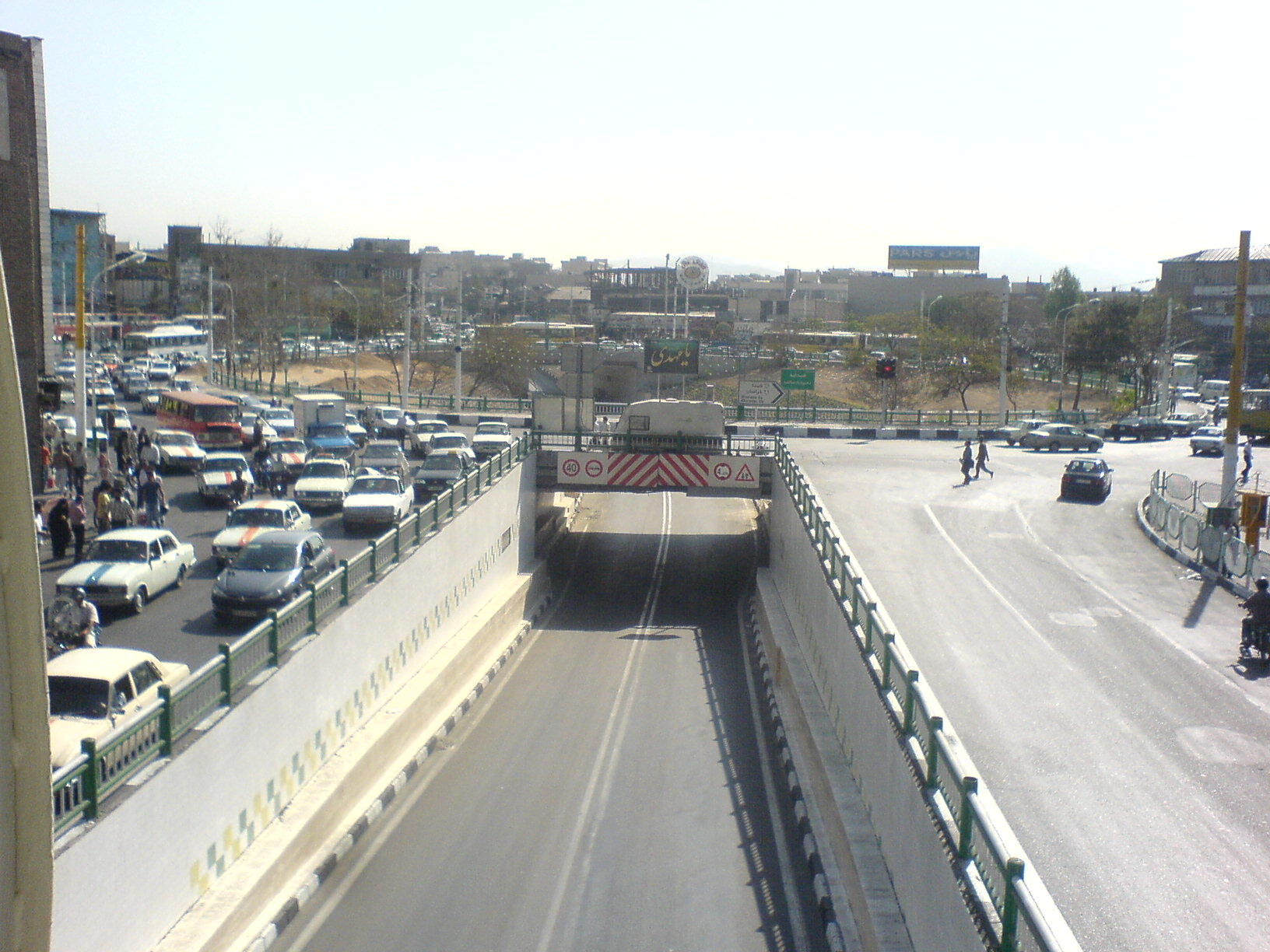
میدان امام حسین در سپتامبر ۲۰۰۷‏